# Johan Fredrik Hollman
Johan Fredrik Hollman, född 22 oktober 1748 i Vadstena, Östergötlands län, död 8 maj 1834 i Skänninge, Östergötlands län. Han var en svensk guldsmed i Skänninge. Han var far till guldsmeden Johan Peter Hollman.

## Biografi
Hollman föddes 22 oktober 1748 i Vadstena. Han var son till handelsmannen Joachim Hollman (1689-1766).
1772 blev han gesäll hos guldsmeden Petrus Schotte i Skänninge. 1775 bosatte han sig på Sprättebrunnskvarteret 99 i Skänninge. Hollman avled 8 maj 1834 i Skänninge.

### Familj
Hollman gifte sig första gången 24 oktober 1775 i Skänninge med Margareta Elisabeth Skotte (1756-1794). De fick tillsammans barnen Brita Stina (född 1779), Margareta Sophia (född 1786), Johan Peter (född 1788).
Hollman gifte sig andra gången 20 juni 1797 i Hovs socken med Sara Stina Fischer (född 1754).